# Horst Felbermayr junior

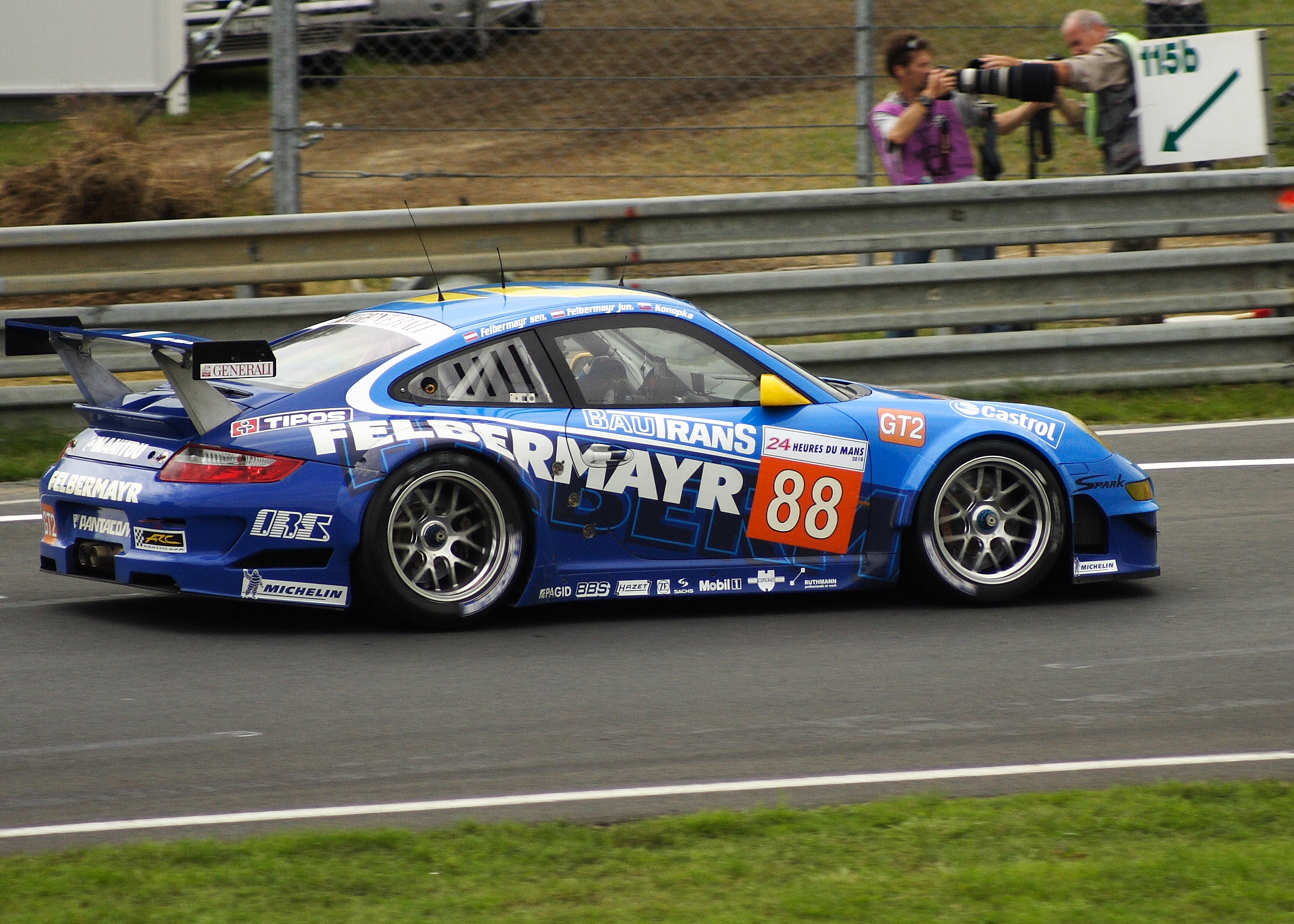
Der Felbermayr-Proton-Porsche 997 GT3 RSR von Horst Felbermayr senior, Horst Felbermayr junior und Miroslav Konôpka beim 24-Stunden-Rennen von Le Mans 2010

Horst Felbermayr junior (* 30. November 1970 in Wels) ist ein österreichischer Unternehmer und Autorennfahrer.

## Unternehmer
Horst Felbermayr besuchte die Tiefbau HTL in Linz und studierte danach Bauwesen an der Technischen Universität Wien. Nach dem Abschluss des Studiums trat er in das elterliche Unternehmen ein. Die Felbermayr Holding GmbH geht auf das von seinem Großvater Franz Felbermayr 1942 gegründete Fuhrunternehmen zurück. Er war lange Geschäftsführer der Felbermayr Bau GmbH, die mit 1.300 Mitarbeitern als Transport- und Kranunternehmen zwei Drittel des Holdingumsatzes erwirtschaftete. 2010 wurde er neben seinem Vater Horst Felbermayr senior Geschäftsführer der Holding. Zu dieser Zeit machte der Schwergutlogistiker mit 2.700 Mitarbeitern an 67 Standorten in 19 Ländern einen Umsatz von 502 Millionen Euro und verfügte über einen eigenen Hafen mit Schwimmkran auf der Donau in Linz, einen Bauzug und zahlreiche Schwertransporter.
Horst Felbermayr ist verheiratet und Vater dreier Kinder.

## Karriere als Rennfahrer
Inspiriert von seinem Vater, der bereits als Herrenfahrer im GT-Sport aktiv war, begann auch Horst Felbermayr als Amateur-Rennfahrer in den 1990er-Jahren mit dem Motorsport. Er wurde zum regelmäßigen Rennpartner seines Vaters, der durch eine Kooperation mit der Proton Competition von Christian Ried de facto einen eigenen Rennstall betrieb. Zum Einsatz kamen GT-Rennwagen von Porsche. Zwei Jahre nach seinem Vater debütierte er 2007 beim 24-Stunden-Rennen von Le Mans. Das beste Ergebnis im Schlussklassement war der 24. Rang 2010. Er startete in der FIA-GT-Meisterschaft und der European Le Mans Series. Teamkollegen waren unter anderem die Porsche-Werksfahrer Marc Lieb und Richard Lietz. Nach Einsätzen in der VLN Langstreckenmeisterschaft Nürburgring kehrte er 2019 zu Proton und in die European Le Mans Series zurück.

## Statistik

### Le-Mans-Ergebnisse
| Jahr | Team                   | Fahrzeug            | Teamkollege             | Teamkollege        | Platzierung | Ausfallgrund |
| ---- | ---------------------- | ------------------- | ----------------------- | ------------------ | ----------- | ------------ |
| 2007 | Seikel Motorsport      | Porsche 911 GT3-RSR | Horst Felbermayr senior | Philip Collin      | Ausfall     | Elektrik     |
| 2009 | Team Felbermayr-Proton | Porsche 997 GT3-RSR | Horst Felbermayr senior | Michel Lecourt     | Ausfall     | Motorschaden |
| 2010 | Team Felbermayr-Proton | Porsche 997 GT3-RSR | Horst Felbermayr senior | Miroslav Konôpka   | Rang 24     |              |
| 2011 | Proton Competition     | Porsche 911 RSR     | Horst Felbermayr senior | Christian Ried     | Ausfall     | Unfall       |
| 2020 | Proton Competition     | Porsche 911 RSR     | Michele Beretta         | Max van Splunteren | Rang 38     |              |